# متیو ایمونز
متیو ایمونز (زادهٔ ۵ آوریل ۱۹۸۱ در مونت هالی، نیوجرسی) تیرانداز آمریکایی است که توانسته‌است سه مدال در بازی‌های المپیک به دست آورد.

## فعالیت ورزشی
ایمونز در ردهٔ نوجوانان موفقیت‌هایی به دست آورد و از جمله، رکورد جهانی نوجوانان در تفنگ سه وضعیت ۵۰ متر را در اختیار داشت. او در مرحلهٔ فینال جام جهانی تیراندازی در سال‌های ۲۰۰۲ و ۲۰۰۴ در این رشته قهرمان شد.
موفقیت‌های ایمونز در مسابقات قهرمانی بزرگ، بیشتر در رشتهٔ تفنگ درازکش بوده‌است. او قهرمان مسابقات قهرمانی جهان ۲۰۰۲ و المپیک تابستانی ۲۰۰۴ در این رشته شد. او در آتن در آستانهٔ کسب یک دوگانهٔ تاریخی بود؛ ولی آخرین تیرش در تفنگ سه وضعیت در هدف اشتباه نشست و مسابقه را در رتبهٔ هشتم به پایان رساند.
مدال طلای ایمونز در المپیک آتن با تفنگ قرضی به دست آمد. در آوریل ۲۰۰۴ پیش از مسابقهٔ تیمی المپیک آزمایشی، تفنگ او در مرکز تمرینات المپیک ایالات متحده آمریکا به شدت خراب شد. لوله و ماشهٔ آن با چیزی مانند پیچ‌گوشتی به شدت آسیب دیده‌بود. ایمونز اعتقاد داشت که خرابکاری عمدی بوده‌است. او با تفنگ هم‌تیمی سابق خود در دانشگاه آلاسکا در فربنکس راهی المپیک شد.
در المپیک تابستانی ۲۰۰۸، ایمونز برندهٔ مدال نقرهٔ تفنگ درازکش شد. در تفنگ سه وضعیت نیز در مرحلهٔ مقدماتی دوم شد. در فینال نیز تا پیش از شلیک آخر، با فاصلهٔ ۳٫۳ امتیاز صدرنشین بود؛ ولی تیر آخر او امتیاز ۴٫۴ را به همراه داشت و باعث شد که سکو را از دست بدهد و به مقام چهارم دست یابد. او این رخداد را «عجایب طبیعت» نامید.
در المپیک ۲۰۱۲ لندن ایمونز برندهٔ مدال برنز تفنگ سه وضعیت شد. او باز هم در آخرین شلیک، نمرهٔ ۷٫۶ را به دست آورد و مدال نقره را از دست داد.

## زندگی شخصی
ایمونز ساکن مونت هالی، نیوجرسی است. او در رشتهٔ مدیریت و تجارت در دانشگاه آلاسکا در فربنکس تحصیل کرده‌است و کارشناسی ارشد خود را در دانشگاه کلرادو در کلرادو اسپرینگز گذرانده‌است.
در ۳۰ ژوئن ۲۰۰۷ ایمونز با کاترینا کورکووا تیرانداز اهل جمهوری چک و قهرمان المپیک ازدواج کرد. آنان در المپیک ۲۰۰۴ آتن با یکدیگر آشنا شده‌بودند. ایمونز و همسرش در مرکز تمرین المپیک در کلرادو اسپرینگز زندگی و تمرین می‌کنند. متیو ایمونز در سال ۲۰۱۰ مبتلا به سرطان تیروئید شد.